# Cipressa
Cipressa là một đô thị ở tỉnh Imperia trong vùng Liguria, tọa lạc khoảng 100 km về phía tây nam của Genova và khoảng 9 km về phía tây nam của Imperia. Tại thời điểm ngày 31 tháng 12 năm 2004, đô thị này có dân số 1.183 người và diện tích là 9,5 km².
Cipressa giáp các đô thị sau: Civezza, Costarainera, Pietrabruna, Pompeiana, San Lorenzo al Mare, Santo Stefano al Mare, và Terzorio.